# Aureliano Carlos de Menezes Pinto
Aureliano Carlos de Menezes Pinto ( – ) foi um médico brasileiro.
Foi eleito membro da Academia Nacional de Medicina em 1898, com o número acadêmico 185, na presidência de Antonio José Pereira da Silva Araújo.